# Tzakonowie

Peloponez w wiekach średnich

Tzakonowie lub Cakonowie - nieliczny lud niejasnego pochodzenia osiadły w południowo-wschodniej części Peloponezu.
Tzakonowie zamieszkiwali południowo-wschodnią część Peloponezu na północ od miasta Monemwazja, pomiędzy górami Parnon a Zatoką Agrolidzką. Posługiwali się mową niezrozumiałą dla Greków. Zdaniem niektórych badaczy mogli być Słowianami, w ich gwarze znajduje się bowiem kilka słów niewątpliwie słowiańskich. Na poparcie swego stanowiska przytaczają oni wzmiankę w dokumencie z 1485 roku, która brzmi: ad partes Zachonie sive Sclavonie i utożsamia Tzakonię ze Sklawonią. Pogląd ten jest jednak kwestionowany.
Odmienna hipoteza na pochodzenie Tzakonów jest wywodzona z uznania ich języka za dialekt języka greckiego, do dziś używany w górach Parnon, a samych Tzakonów za ludność grecką. Wyodrębnienie ich z ogółu ludności Peloponezu przypisuje się bądź wyznawanej przez nich herezji, bądź faktowi, że byli żołnierzami. O istnieniu formacji lekkozbrojnch żołnierzy zwanych Tsekonami wspomina w połowie X wieku Konstantyn Porfirogeneta. Tsekoni byli wykorzystywani do działań pomocniczych, służby wartowniczej i obrony fortyfikacji. Nazwa Tzakonów jest przez zwolenników tego poglądu wywodzona od słowa "Tzakonie" oznaczającego pierwotnie górzysty obszar na wschodzie Peloponezu i rozciągniętego następnie na zamieszkujący tę krainę lud.
Istnieje również próba uznania Tzakonów, z racji używanego dialektu, za potomków dawnych mieszkańców Lakonii.
W połowie XIII wieku Tzakonowie uznali zwierzchnictwo księcia Achai Wilhelma II Villehardouin.